# Levacetilmetadol
El levacetilmetadol (L-α-acetilmetadol), también conocido como LAAM, es un agonista opioide puro de los receptores µ (Mu) con efecto de larga duración. Es empleado en el tratamiento y control de la dependencia a los opiáceos. A veces se usa para tratar el dolor severo en pacientes terminales.
El LAAM puede ser más eficaz para reducir la dependencia de la heroína que la metadona, pero se asocia con efectos adversos, algunos de los cuales pueden ser potencialmente letales.

## Descripción
El levacetilmetadol es un polvo blanco cristalino, soluble en agua (> 15 mg/ml), etanol y metil etil cetona. En su forma de clorhidrato, para su comercialización, el levacetilmetadol viene en una solución acuosa que se diluye para administración oral. Cada mililitro contiene 10 mg de clorhidrato de levacetilmetadol.

## Farmacología
El levacetilmetadol es un analgésico opioide sintético con múltiples acciones cuantitativamente similares a los de la morfina, la más destacada de las cuales implican el sistema nervioso central y los órganos compuestos de músculo liso. Sin embargo, el levacetilmetadol es más activo y más tóxico que la morfina. Las principales acciones de valor terapéutico son la analgesia, la sedación y la desintoxicación o mantenimiento temporal de la adicción a los narcóticos. A este respecto, el fármaco es similar a la metadona y también tiene similitudes estructurales con ella. Los fármacos opiáceos se usan para ayudar a las personas a reducir su dependencia de la heroína (una droga opiácea). La metadona necesita dosis diarias, pero sus efectos no duran 24 horas en muchas personas. Una dosis de LAAM (cloruro de levometadil acetato) funciona durante dos o tres días.

## Mecanismo de acción
Los receptores de opiáceos (µ, κ, δ) se acoplan con los receptores de la proteína G y funcionan como reguladores positivos y negativos de la transmisión sináptica a través de proteínas G que activan proteínas efectoras. La unión del opiáceo estimula el intercambio de GTP por GDP en el complejo de la proteína G. Como el sistema efector es la adenilato ciclasa y el AMPc situado en la superficie interna de la membrana plasmática, los opioides disminuyen el AMPc intracelular por inhibición de la adenilato ciclasa. Posteriormente, se inhibe la liberación de neurotransmisores nociceptivos como la sustancia P, GABA, dopamina, acetilcolina y noradrenalina. Los opioides también inhiben la liberación de vasopresina, somatostatina, insulina y glucagón. El levacetilmetadol abre efectivamente los canales de potasio de rectificación dependientes de calcio hacia el interior (agonista del receptor OP1), que resulta en la hiperpolarización y la excitabilidad neuronal reducida.

## Metabolismo
El levacetilmetadol sufre un extenso metabolismo de primer paso al metabolito activo desmetilado norlevacetilmetadol, que además se desmetila a un segundo metabolito activo, dinorlevacetilmetadol. Estos metabolitos son más potentes que el fármaco original. Se procesa extensamente en el hígado por la vía del Citocromo P450 CYP3A4.

## Toxicidad
Los signos de sobredosis incluyen apnea, colapso circulatorio, edema pulmonar, paro cardíaco y muerte.
Tratamiento.vaciado gástrico. Pueden administrarse carbón activado y laxantes. El médico debe vigilar estrechamente las funciones respiratoria y cardiovascular. Son de amplia utilidad la hemodiálisis, la diálisis peritoneal o la hemoperfusión con carbón vegetal.
Antídoto de opiáceos: Administración de naloxona.

## Posología en adictos
La dosis inicial de levacetilmetadol para los adictos a la calle debe ser de 20 a 40 mg. Cada dosis subsecuente, administrado a intervalos de 48 o 72 horas, se puede ajustar en incrementos de 5-10 mg hasta alcanzar un estado estacionario farmacocinético y farmacodinámico, lo que generalmente se logra en una o dos semanas. Las dosis habituales de levacetilmetadol no deben administrarse en días consecutivos, debido al riesgo de muerte por sobredosis.

## Síndrome de abstinencia del levacetilmetadol
El síndrome de abstinencia del levacetilmetadol, aunque cualitativamente similar a la de la morfina, se diferencia en que el inicio es más lento, el curso es más prolongado, y los síntomas son menos severos.

## Controversias
El LAAM no está tan ampliamente disponible en el ámbito internacional como la metadona y puede ser retirado del mercado después de haberse comprobado diez casos de arritmias cardíacas (torsades de pointes) potencialmente fatales y una asociación con la prolongación del intervalo QT. Antes de un tratamiento, o de aumentar la dosis de LAAM, se debe efectuar un ECG antes y a las dos semanas de tratamiento para evaluar el QT.

## Retiro del mercado
Roxane Laboratories, Inc. abandonó la venta y distribución de levacetilmetadol (ORLAAM) en septiembre de 2003. En marzo de 2001 fue retirado del mercado europeo a raíz de denuncias de graves afecciones cardíacas relacionadas con eventos adversos, incluyendo la prolongación del intervalo QT, torsades de pointes y paro cardíaco.

## Información adicional
La literatura científica se refiere al Levacetilmetadol (LAAM) a menudo como el acetato de metadil, abreviatura de levo-alfa-acetilmetadol. El "acetato de metadil", sin embargo, es también el nombre del compuesto en ocasiones llamado acetilmetadol y que se encuentra incluido en el grupo I de sustancias controladas de México. Además, cierta literatura científica utiliza el término acetilmetadol como sinónimo de LAAM. Incluso los números de registro CAS de estas sustancias se mezclan, y a veces los artículos científicos asignan el número CAS 509-74-0 al LAAM. Y para añadir aún más confusión, el LAAM y las sustancias también incluidas en el grupo I, acetilmetadol, alfacetilmetadol, y betacetilmetadol todos tienen la misma fórmula molecular (el Orlaam es similar al levacetilmetadol pero con la adición de clorhidrato). Las personas que utilicen los datos desde cualquier punto de partida para ahondar en las investigaciones sobre el LAAM deben considerar cuidadosamente otras fuentes de información para asegurarse de qué droga es la que se está discutiendo.